# United Football League 2010
La temporada 2010 de la United Football League (UFL) fue la segunda temporada. Esta comenzó el 18 de septiembre de 2010 y contó con cinco equipos jugando cada uno 8 partidos (2 veces contra cada equipo) durante 10 semanas y tuvieron 2 semanas de descanso. La temporada regular inició el 18 de septiembre con el partido entre Sacramento Mountain Lions @ Hartford Colonials en el Rentschler Field en Hartford, Connecticut y el UFL Championship Game de 2010 se jugó el 27 de noviembre en el Rosenblatt Stadium en Omaha a las 11:00 h (hora local), donde Las Vegas Locomotives venció a Florida Tuskers por marcador de 23-20.

## Cambios para la temporada
Sobre la base de los resultados obtenidos durante la temporada 2009 se definió que los equipos de la liga tienen que jugar en ciudades donde no haya presencia de equipos de la NFL, por lo que se tuvieron que trasladar a 2 franquicias a nuevas sedes, New York Sentinels se cambió a Hartford, Connecticut cambiando de nombre a Hartford Colonials, mientras que California Redwoods que jugaba en San Francisco se trasladó a Sacramento y se convirtió en Sacramento Mountain Lions.
Se incorporó el equipo de expansión Omaha Nighthawks que jugara en la ciudad de Omaha, Nebraska; cada equipo adoptó colores propios a diferencia de la temporada anterior donde se utilizaron los colores de la liga (verde, azul, negro y plata).

## Cambios Entrenador en jefe
|                    | Entrenador   |                  |
| Equipo             | 2009         | 2010             |
| Hartford Colonials | Ted Cottrell | Chris Palmer     |
| Florida Tuskers    | Jim Haslett  | Jay Gruden       |
| Omaha Nighthawks   | Expansión    | Jeff Jagodzinski |

## Cobertura de medios
Este es el segundo y último año de contrato con los canales Versus y HDNET, HDNET transmitió 10 partidos, Versus transmitió 8 y el Championship Game. Además la cadena regional NESN transmitió 2 partidos en casa de Hartford Colonials y el sitio web de la liga también transmitió todos los juegos.
Por primera vez los partidos fueron transmitidos por radio AM por radiodifusoras locales.
| Equipo                    | Radio                                                   |
| ------------------------- | ------------------------------------------------------- |
| Florida Tuskers           | WYGM (740 AM)                                           |
| Hartford Colonials        | WPOP (1410 AM)                                          |
| Las Vegas Locomotives     | KWWN (1100 AM) (principal); KBAD (920 AM) (secundaria)1 |
| Omaha Nighthawks          | KOZN (1620 AM)                                          |
| Sacramento Mountain Lions | KHTK (1140 AM)                                          |

1KBAD transmitirá los juegos de Locomotives cuando se empalmen con un evento en vivo de KWWN.

## Equipos
| Equipos                   | En UFL desde | Títulos | Estadio            |
| ------------------------- | ------------ | ------- | ------------------ |
| Florida Tuskers           | 2009         | -       | Citrus Bowl        |
| Hartford Colonials        | 2009         | -       | Rentschler Field   |
| Las Vegas Locomotives     | 2009         | 1       | Sam Boyd Stadium   |
| Omaha Nighthawks          | 2010         | -       | Rosenblatt Stadium |
| Sacramento Mountain Lions | 2009         | -       | Hornet Stadium     |

## Draft
El 16 de abril se efectuó el Draft de expansión donde Omaha Nighthawks seleccionó 20 jugadores de los 4 equipos participantes de la temporada 2009, para esto cada equipo protegió 20 jugadores para esta temporada.
El Draft de 2010 se llevó a cabo el 2 de junio consistió en 12 rondas para cada equipo.

## Clasificación
| y - Las Vegas Locomotives | 5 | 3 | 0 | 0.625 | 174 | 142 |
| y - Florida Tuskers       | 5 | 3 | 0 | 0.625 | 213 | 136 |
| Sacramento Mountain Lions | 4 | 4 | 0 | 0.500 | 169 | 162 |
| Hartford Colonials        | 3 | 5 | 0 | 0.375 | 169 | 194 |
| Omaha Nighthawks          | 3 | 5 | 0 | 0.375 | 111 | 202 |

y - Avanzo al Championship Game

## Resultados
| Florida Tuskers           | LVL   | SML   | LVL   | HFC   |       | SML   |       | OMN   | HFC  | OMN   |
| Florida Tuskers           | 27-20 | 20-24 | 17-20 | 33-20 |       | 17-21 |       | 31-14 | 41-7 | 27-10 |
| Hartford Colonials        | SML   | OMN   |       | FLT   | OMN   | LVL   | SML   |       | FLT  | LVL   |
| Hartford Colonials        | 27-10 | 26-27 |       | 20-33 | 14-19 | 21-24 | 27-26 |       | 7-41 | 27-14 |
| Las Vegas Locomotives     | FLT   |       | FLT   | OMN   | SML   | HFC   | OMN   | SML   |      | HFC   |
| Las Vegas Locomotives     | 20-27 |       | 20-17 | 22-10 | 26-3  | 24-21 | 24-10 | 24-27 |      | 14-27 |
| Omaha Nighthawks          |       | HFC   | SML   | LVL   | HFC   |       | LVL   | FLT   | SML  | FLT   |
| Omaha Nighthawks          |       | 27-26 | 20-17 | 10-22 | 19-14 |       | 10-24 | 14-31 | 3-41 | 10-27 |
| Sacramento Mountain Lions | HFC   | FLT   | OMN   |       | LVL   | FLT   | HFC   | LVL   | OMN  |       |
| Sacramento Mountain Lions | 10-27 | 24-20 | 17-20 |       | 3-26  | 21-17 | 26-27 | 27-24 | 41-3 |       |

## Estadísticas por equipo
- Actualizado hasta la semana 6 (29 de marzo)

| Pases                     | Pases | Pases | Pases | Pases | Pases | Pases               | Pases |
| Equipo                    | ATT   | YDS   | TD    | INT   | PCT   | Índice de audiencia |       |
| ------------------------- | ----- | ----- | ----- | ----- | ----- | ------------------- | ----- |
| Hartford Colonials        | 120   | 909   | 9     | 4     | 58.3% | 95.2                |       |
| Las Vegas Locomotives     | 128   | 826   | 3     | 4     | 66.4% | 80.1                |       |
| Omaha Nighthawks          | 147   | 843   | 8     | 4     | 55.8% | 79.8                |       |
| Sacramento Mountain Lions | 209   | 1158  | 7     | 7     | 59.3% | 73.2                |       |
| Florida Tuskers           | 173   | 1007  | 5     | 5     | 54.3% | 71.7                |       |

| Carrera                   | Carrera | Carrera | Carrera | Carrera | Carrera | Carrera |
| Equipo                    | ATT     | YDS     | TD      | LONG    | AVG     |         |
| ------------------------- | ------- | ------- | ------- | ------- | ------- | ------- |
| Hartford Colonials        | 125     | 483     | 0       | 23      | 3.9     |         |
| Florida Tuskers           | 127     | 467     | 7       | 19      | 3.7     |         |
| Las Vegas Locomotives     | 124     | 464     | 2       | 47      | 3.7     |         |
| Sacramento Mountain Lions | 118     | 386     | 1       | 29      | 3.3     |         |
| Omaha Nighthawks          | 87      | 285     | 0       | 14      | 3.3     |         |

| Recepción                 | Recepción | Recepción | Recepción | Recepción | Recepción | Recepción |
| Equipo                    | REC       | YDS       | TD        | LONG      | AVG       |           |
| ------------------------- | --------- | --------- | --------- | --------- | --------- | --------- |
| Sacramento Mountain Lions | 124       | 1229      | 7         | 54        | 9.9       |           |
| Florida Tuskers           | 94        | 1110      | 5         | 68        | 11.8      |           |
| Hartford Colonials        | 70        | 963       | 9         | 80        | 13.8      |           |
| Omaha Nighthawks          | 82        | 862       | 8         | 48        | 10.5      |           |
| Las Vegas Locomotives     | 85        | 856       | 3         | 68        | 10.1      |           |

| Pateando                  | Pateando     | Pateando     | Pateando     | Pateando    | Pateando    | Pateando |
| Equipo                    | Gol de Campo | Gol de Campo | Gol de Campo | Punto extra | Punto extra |          |
| Equipo                    | ATT          | Hecho        | LONG         | ATT         | Hecho       |          |
| ------------------------- | ------------ | ------------ | ------------ | ----------- | ----------- | -------- |
| Las Vegas Locomotives     | 14           | 11           | 49           | 7           | 7           |          |
| Florida Tuskers           | 13           | 10           | 54           | 12          | 12          |          |
| Sacramento Mountain Lions | 9            | 6            | 54           | 7           | 7           |          |
| Hartford Colonials        | 6            | 6            | 37           | 10          | 9           |          |
| Omaha Nighthawks          | 7            | 6            | 48           | 6           | 6           |          |

| Saques                    | Saques | Saques | Saques | Saques | Saques | Saques | Saques |
| Equipo                    | Punts  | YDS    | LONG   | IN20   | TB     | AVG    |        |
| ------------------------- | ------ | ------ | ------ | ------ | ------ | ------ | ------ |
| Sacramento Mountain Lions | 30     | 1185   | 102    | 11     | 0      | 39.5   |        |
| Florida Tuskers           | 26     | 1162   | 106    | 11     | 3      | 41.5   |        |
| Omaha Nighthawks          | 18     | 758    | 68     | 2      | 2      | 42.1   |        |
| Las Vegas Locomotives     | 14     | 597    | 58     | 6      | 2      | 42.6   |        |
| Hartford Colonials        | 16     | 583    | 52     | 3      | 0      | 36.4   |        |

| Sacramento Mountain Lions | 24 | 468 | 0 | 36 | 19.5 |
| Florida Tuskers           | 21 | 418 | 0 | 32 | 19.9 |
| Omaha Nighthawks          | 15 | 332 | 0 | 35 | 22.1 |
| Hartford Colonials        | 16 | 298 | 0 | 26 | 18.6 |
| Las Vegas Locomotives     | 11 | 193 | 0 | 33 | 17.5 |

| Florida Tuskers           | 12 | 142 | 0 | 47 | 11.8 |
| Sacramento Mountain Lions | 11 | 88  | 0 | 29 | 8.0  |
| Las Vegas Locomotives     | 7  | 81  | 0 | 40 | 11.6 |
| Omaha Nighthawks          | 7  | 76  | 0 | 25 | 10.9 |
| Hartford Colonials        | 10 | 68  | 0 | 21 | 6.8  |

| Florida Tuskers           | 14 | 77 |
| Las Vegas Locomotives     | 11 | 77 |
| Sacramento Mountain Lions | 8  | 53 |
| Omaha Nighthawks          | 7  | 44 |
| Hartford Colonials        | 4  | 26 |

| Florida Tuskers           | 7 | 6 | 17 |
| Hartford Colonials        | 5 | 2 | 0  |
| Las Vegas Locomotives     | 5 | 4 | 23 |
| Omaha Nighthawks          | 3 | 5 | 0  |
| Sacramento Mountain Lions | 2 | 2 | 0  |

| Las Vegas Locomotives     | 7 | 127 | 18.1 |
| Florida Tuskers           | 6 | 56  | 9.3  |
| Sacramento Mountain Lions | 5 | 56  | 11.2 |
| Omaha Nighthawks          | 4 | 87  | 21.8 |
| Hartford Colonials        | 2 | 58  | 29.0 |

## Jugador de la semana
| Semana | Semana | Nombre                                 | Equipo                                     | Notas                                                                                               |
| ------ | ------ | -------------------------------------- | ------------------------------------------ | --------------------------------------------------------------------------------------------------- |
| 1      | OF     | Josh McCown (QB)                       | Hartford Colonials                         | 11/21, 265 yds,3 TD                                                                                 |
| 1      | DE     | Brandon Moore (LB)                     | Las Vegas Locomotives                      | 6 tak, 3 ast, 1 sck                                                                                 |
| 1      | ST     | Nick Novak (K)                         | Florida Tuskers                            | punto extra (3/3), gol de campo (2/2), Largo 54 yds                                                 |
| 2      | OF     | Jeff García (QB) Daunte Culpepper (QB) | Omaha Nighthawks Sacramento Mountain Lions | 23/40, 226 yds,3 TD 24/42 374 yds, 3 TD                                                             |
| 2      | DE     | Zeke Moreno (LB)                       | Sacramento Mountain Lions                  | 10 tak, 1 ast                                                                                       |
| 2      | ST     | Fabrizio Scaccia (K)                   | Sacramento Mountain Lions                  | punto extra (3/3), gol de campo (1/1), Largo 54 yds                                                 |
| 3      | OF     | DeDe Dorsey (RB)                       | Las Vegas Locomotives                      | 14-99 yds carrera, 7-105 yds recepción                                                              |
| 3      | DE     | Eric Henderson (DE)                    | Las Vegas Locomotives                      | 2 tak, 2 sck (18 yds), fumble forzado (1)                                                           |
| 3      | ST     | Tom Malone (P)                         | Sacramento Mountain Lions                  | punts (7), avg (38.3 yds), in20 (4), largo 45 yds                                                   |
| 4      | OF     | Dominic Rhodes (RB)                    | Florida Tuskers                            | 19-99 yds carrera, 1 TD                                                                             |
| 4      | DE     | Isaiah Trunfant (CB)                   | Las Vegas Locomotives                      | 2 Int - 32yds, 1 TD, 4 tkl, 2 ast                                                                   |
| 4      | ST     | Nick Novak (K)                         | Florida Tuskers                            | punto extra (3/3), gol de campo (4/4), 15 puntos, Largo 42 yds                                      |
| 5      | OF     | Jeff García (QB)                       | Omaha Nighthawks                           | 18/34, 185 yds, 2 TD                                                                                |
| 5      | DE     | Lewis Baker (S)                        | Las Vegas Locomotives                      | 2 Int - 2yds, 1 FF, 1 tkl, 1 ast                                                                    |
| 5      | ST     | Steve Hauschka (K)                     | Las Vegas Locomotives                      | punto extra (2/2), gol de campo (4/4), 14 puntos, Largo 47 yds                                      |
| 6      | OF     | Daunte Culpepper (QB)                  | Sacramento Mountain Lions                  | 31/49, 259 yds, 1 TD                                                                                |
| 6      | DE     | Derek Walker (DE)                      | Hartford Colonials                         | 1 fumble recuperado - 83yds, 1 TD                                                                   |
| 6      | ST     | Steve Hauschka (K)                     | Las Vegas Locomotives                      | punto extra (3/3), gol de campo (1/2), 6 puntos, Largo 53 yds                                       |
| 7      | OF     | Lorenzo Booker (RB)                    | Hartford Colonials                         | 17 int, 147 yds, 1 TD                                                                               |
| 7      | DE     | Kevin Hobbs (CB)                       | Las Vegas Locomotivs                       | 2 tkl, 1 ast, 1 INT - 1 yd                                                                          |
| 7      | ST     | Aaron Woods (RS)                       | Sacramento Mountain Lions                  | punt return (1 - 60 yds), kickoff (4 - 107 yds, 1 TD)                                               |
| 8      | OF     | Chris Greisen (QB)                     | Florida Tuskers                            | 23/31, 215 yds, 2 TD                                                                                |
| 8      | DE     | Keiwan Ratliff (CB)                    | Florida Tuskers                            | 6 tkl, 1 INT, 29 yd, 1 TD                                                                           |
| 8      | ST     | Fabrizio Scaccia (K)                   | Sacramento Mountain Lions                  | punto extra (3/3), gol de campo (2/2), 9 puntos, Largo 45 yds                                       |
| 9      | OF     | Cory Ross (RB) Dominic Rhodes (RB)     | Sacramento Mountain Lions Florida Tuskers  | 11 int, 125 yds, 2 TD - 6 rec, 39 yds - 164 total 20 int, 102 yds, 2 TD - 1 rec, 14 yds - 116 total |
| 9      | DE     | Eric Moncur (DE)                       | Sacramento Mountain Lions                  | 3 tkl, 2 sck, 18 yds                                                                                |
| 9      | ST     | Nick Novak (K)                         | Florida Tuskers                            | punto extra (5/5), gol de campo (2/2), 11 puntos, Largo 44 yds                                      |
| 10     | OF     | Chris Greisen (QB)                     | Florida Tuskers                            | 17/26, 200 yds, 1 TD                                                                                |
| 10     | DE     | Darrius Vinnett (CB)                   | Florida Tuskers                            | 3 tkl, 2 Int, 58 yds, 1 TD                                                                          |
| 10     | ST     | Nick Novak (K)                         | Florida Tuskers                            | punto extra (3/3), gol de campo (2/2), 9 puntos, Largo 51 yds                                       |

* OF Ofensiva, DE Defensiva, ST Equipos Especiales.

## Premios
Jugador Más Valioso (MVP)
- Ofensivo Cory Ross (RB), Sacramento Mountain Lions.
- Defensivo Isaiah Trufant (CB), Las Vegas Locomotives.
- Equipos Especiales Nick Novak (K), Florida Tuskers.
- Entrenador en Jefe del Año: Jim Fassel, Las Vegas Locomotives.[14]
- Championship Game: Chase Clement, Las Vegas Locomotives.[15]

### Líderes
| Equipo                              | Equipo                    | Equipo |
| ----------------------------------- | ------------------------- | ------ |
| Puntos anotados                     | Florida Tuskers           | 213    |
| Total Yardas ganadas                | Sacramento Mountain Lions | 2,634  |
| Yardas por Carrera                  | Las Vegas Locomotives     | 929    |
| Yardas por Pase                     | Sacramento Mountain Lions | 1,889  |
| Menos puntos permitidos             | Florida Tuskers           | 136    |
| Menos yardas totales permitidas     | Las Vegas Locomotives     | 2,231  |
| Menos yardas por carrera permitidas | Florida Tuskers           | 657    |
| Menos yardas por pase permitidas    | Omaha Nighthawks          | 1,489  |

| Pases Completos             | D. Culpepper (SML)                                                                  | 183   |
| Intentos de Pase            | D. Culpepper (SML)                                                                  | 300   |
| Yardas por Pase             | D. Culpepper (SML)                                                                  | 1,944 |
| Pases para TD               | J. McCown (HFC) D. Culpepper (SML) J. García (OMN)                                  | 10    |
| QB Rating                   | J. McCown (HFC)                                                                     | 79.3  |
| Pase más Largo              | J. McCown (HFC)                                                                     | 80    |
| Pases Interceptados         | D. Culpepper (SML)                                                                  | 12    |
| Capturado                   | J. McCown (HFC)                                                                     | 15    |
| Yardas perdidas por captura | J. McCown (HFC)                                                                     | 107   |
| Intentos carrera            | D. Rhodes (FLT)                                                                     | 126   |
| Yardas por carrera          | D. Rhodes (FLT)                                                                     | 547   |
| TD por carrera              | D. Rhodes (FLT)                                                                     | 9     |
| Carrera más larga           | C. Ross (SML)                                                                       | 75    |
| Yardas / Carrera            | L. Booker (HFC)                                                                     | 5.4   |
| Recepciones                 | C. Ross (SML)                                                                       | 56    |
| Yardas por recepción        | C. Ross (SML)                                                                       | 443   |
| TD por recepción            | C. Russell (FLT) R. Windsor (SML) T. Devree (HFC) D. Darling (OMN) J. Putzier (OMN) | 3     |
| Recepción más larga         | L. Booker (HFC)                                                                     | 80    |
| Touchdowns                  | D. Rhodes (FLT)                                                                     | 10    |
| Puntos anotados             | N. Novak (FLT)                                                                      | 69    |
| Yardas Scrimmage            | C. Ross (SML)                                                                       | 878   |
| Kick returns                | A. Woods (SML)                                                                      | 28    |
| Kick returns Yds            | A. Woods (SML)                                                                      | 598   |

| Long Kick return               | G. Lawson (HFC)                | 43   |
| Yardas / Kick return           | R. Colclough (OMN)             | 22.9 |
| Punt returns                   | S. Steptoe (HFC)               | 19   |
| Punt returns Yds               | A. Woods (SML)                 | 167  |
| Long Punt return               | A. Woods (FLT)                 | 60   |
| Yardas / Punt return           | A. Cason (FLT)                 | 11.5 |
| Puntos extra                   | N. Novak (FLT)                 | 24   |
| Intentos punto extra           | N. Novak (FLT)                 | 24   |
| Gol de campo                   | N. Novak (FLT)                 | 15   |
| Intentos gol de campo          | N. Novak (FLT)                 | 18   |
| Despejes                       | J. Brantley (OMN)              | 43   |
| Yardas por despeje             | J. Brantley (OMN)              | 1779 |
| Despeje más largo              | D. Baugher (LVL)               | 74   |
| Yardas / Despeje               | D. Baugher (LVL)               | 44.6 |
| Intercepciones                 | I. Trufant (LVL)               | 4    |
| Regreso Intercepción           | K. Ratliff (FLT)               | 87   |
| Regreso Intercepción TD        | K. Ratliff (FLT)               | 2    |
| Regreso Intercepción más larga | K. Ratliff (FLT) W. Dada (LVL) | 58   |
| Capturas                       | J. Clermond (FLT)              | 6.5  |
| Yardas por captura             | J. Clermond (FLT)              | 41   |

Solo temporada regular.

## Championship Game
El Championship Game se celebró el 27 de noviembre (dos días después de Acción de Gracias) y se jugó entre el primero y segundo de la clasificación de temporada regular. El lugar del juego por el título fue determinado después de la semana 5, con una fórmula que tomo en consideración "venta de boletos y de mercancías, marca del equipo y seguidores en redes sociales."